# Gál Hermin
Gál Hermin, született Goldstein Henriette Hindel, Gál Helena Henriette, névváltozata: Gaál (Arad, 1863. július 11. – 1911 után) színésznő. Gál Gyula színművész nővére.

## Élete
Gál (Goldstein) Lipót kereskedő és Zuckerberg Róza (1844–1908) lányaként született. A bécsi konzervatóriumban végezte tanulmányait, s először német színpadon szerepelt. 1882 júniusában a Budai Színkörhöz szerződött, majd Csiky Gergely és Paulay Ede biztatására fellépett a Nemzeti Színházban is. 1883-ban Bogyó Alajos színtársulatával lépett színpadra.
1883. május 29-én Újvidéken katolizált, a keresztségben az Ilona nevet vette fel, keresztszülei Bogyó Alajos és Berzsenyi Júlia színészek voltak. 1883. június 2-án Pécsett férjhez ment Asztalos János (Pécs, 1851. május 16. – 1927 előtt) helybéli ügyvédhez, majd elhagyta a színészi pályát. 1911-ben elvált férjétől.

## Főbb szerepei
- Csiky Gergely: A proletárok – Elza
- Friedrich Schiller: Ármány és szerelem – Lujza
- Octave Feuillet: Az erdő szépe – Lujza